# Complejo Sedimentario Volcánico Cortaderas Chicas
El Complejo Sedimentario Volcánico Cortaderas Chicas (CSVCC) representa una de las formaciones características del Paleozoico de la Puna Austral. Está formado por secuencias siliciclásticas y volcaniclásticas depositadas durante el Floiense, que afloran como un faja alongada en sentido NE-SO, entre el Salar de Ancahuás y el Salar de los Ratones, en la provincia de Catamarca, Argentina.  

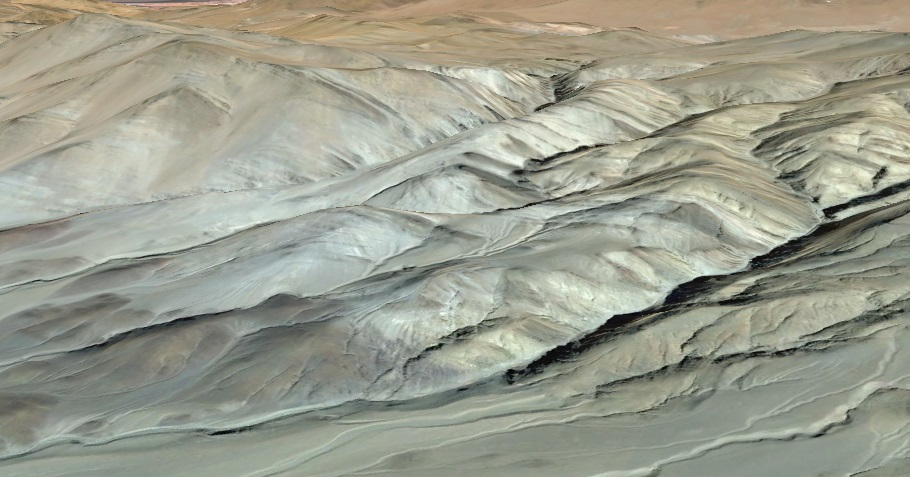
Complejo Sedimentario Volcánico Cortaderas Chicas

## Litologia y ambiente depositacional
Las unidades volcaniclasticas están asociadas con flujos de lavas sin-sedimentarias de la composición riolítica y andesítica. Las unidades siliciclásticas corresponden a secuencias de plataforma marina profunda, evidenciado por las facies de turbiditas e intercalaciones de arenas y pelitas.
Básicamente se trata de cuarcitas, pelitas, tobas y grauvacas. El conjunto registra metamorfismo de facies esquistos verdes. 

## Relaciones estratigráficas
Como se trata de una faja plegada y corrida con deformación intensa, existen superposiciones y repeticiones tectónicas que impiden determinar las relaciones estratigráficas originales. 
Sobre el CSVCC se apoyan las sedimentitas del Grupo Paganzo, y volcanitas y sedimentitas cenozoicas. En la parte sur está en contacto tectónico con el basamento metamórfico de la Formación Famabalasto y hacia el este se reconoce un contacto transicional con los depósitos ordovícicos de la Formación Falda Ciénega. La base del complejo aún no fue reconocida. 

## Edad y fósiles
La unidad en general presenta escaso registro fosilífero. Se encontraron brachiopodos y graptolites, pero solo Phyllograptus sp. fue posible de identificar e indica una edad Floiense hasta Dapingiense Inferior. 